# DB Museum Koblenz

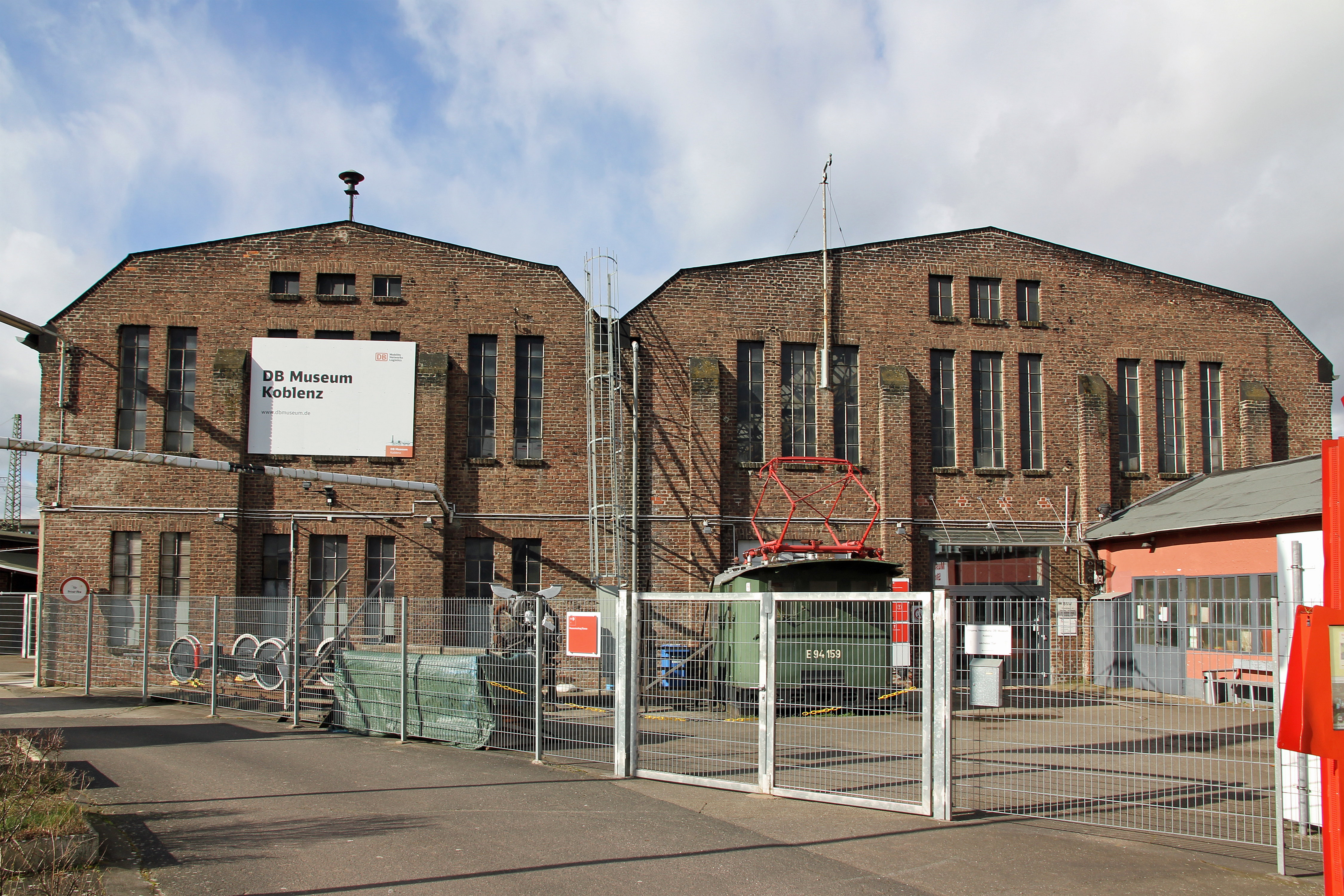
Das DB Museum Koblenz befindet sich in der Wagenhalle des ehemaligen Bahnbetriebswerks Koblenz-Lützel

Das DB Museum Koblenz ist ein Eisenbahnmuseum, das am 21. April 2001 in Koblenz als erster Außenstandort des Nürnberger Verkehrsmuseums eröffnet wurde. Es wird im Rahmen der Stiftung Bahn-Sozialwerk (BSW) von ehrenamtlichen Mitarbeitern geführt und hat seinen Ursprung in der BSW-Freizeitgruppe zur Erhaltung ehemals in Betrieb befindlicher Eisenbahnfahrzeuge. Der Schwerpunkt liegt auf historischen Lokomotiven der Deutschen Bundesbahn. In der Dauerausstellung befinden sich daneben auch alte Dampflokomotiven und Salonwagen. Bei Sonderveranstaltungen finden außerdem Fahrzeugparaden statt, an denen Fahrzeuge zu sehen sind, welche nicht zu diesem Museumsstandort gehören. Die Ausstellung zeigt unter anderem mehrere Lokomotiven der Baureihen 103, 110/113, E 50, E 44, E 18 und E 16, diverse Diesellokomotiven sowie mehrere Salonwagen des Sonderzugs von Joseph Goebbels, einen Kanzelwagen des Gegenzuges des Henschel-Wegmann-Zuges und den letzten Kanzlerwagen der westdeutschen Bundesregierung.
Insgesamt widmet sich die Ausstellung der elektrischen Traktion und Salonwagen. Allerdings sind auch mehrere Dampf- und Diesellokomotiven ausgestellt, darunter eine unter strengen Denkmalschutz-Auflagen restaurierte Dampflok der Gattung Preußische T 3, die über Jahrzehnte auf einem Kinderspielplatz im Kölner Zoo stand.
Neben wenigen hauptamtlichen Mitarbeitern der Deutschen Bahn Stiftung sind die Mitglieder der BSW-Gruppe zur Erhaltung historischer Schienenfahrzeuge im Museum ehrenamtlich tätig.

## Geschichte
Das Museum ist im ehemaligen Ausbesserungswerk für Güterwagen im Stadtteil Neuendorf untergebracht. Die Anlage wurde 1905 im Rahmen der Umgestaltung und Erweiterung des Güterbahnhofs Lützel als Bahnbetriebswerk Koblenz-Lützel erbaut.
Ursprünglich umfasste das Areal einen großen Ringlokschuppen mit  zwei Drehscheiben, in dem die Lokomotiven für Güterzüge beheimatet waren, sowie die Wagenhalle, in der bis 1995 Güterwagen instand gesetzt wurden. Nach der Auflösung 1968 beherbergt sie heute die Fahrzeuge des DB Museums Koblenz. Das alte Bahnbetriebswerk wurde in mehreren Abschnitten bis Anfang der 1980er-Jahre abgetragen.

## Exponate

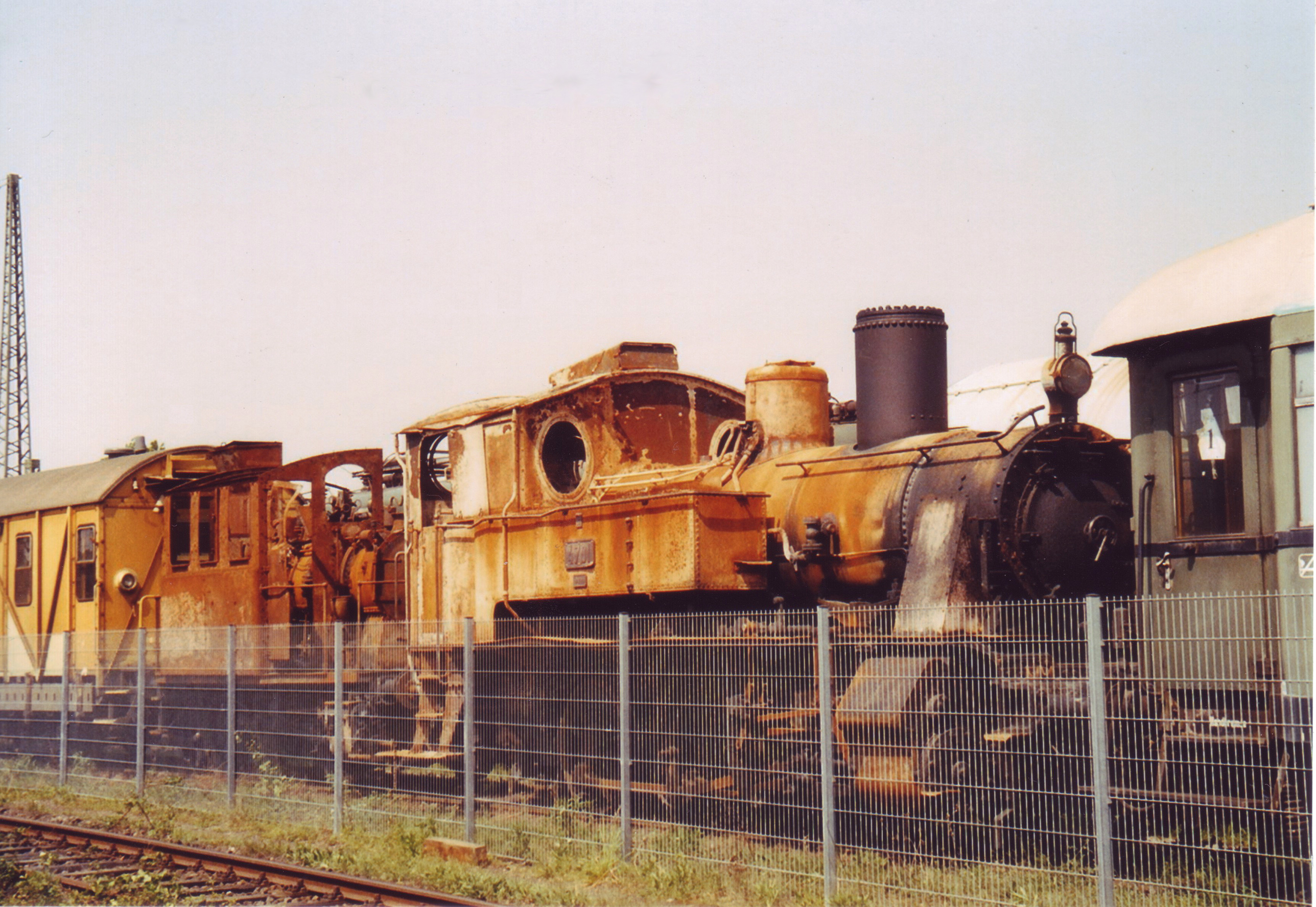
Bayerische R 3/3 und aufgeschnittener „Glaskasten“, beide bei dem Brand am 17. Oktober 2005 beschädigt und in Koblenz aufgearbeitet

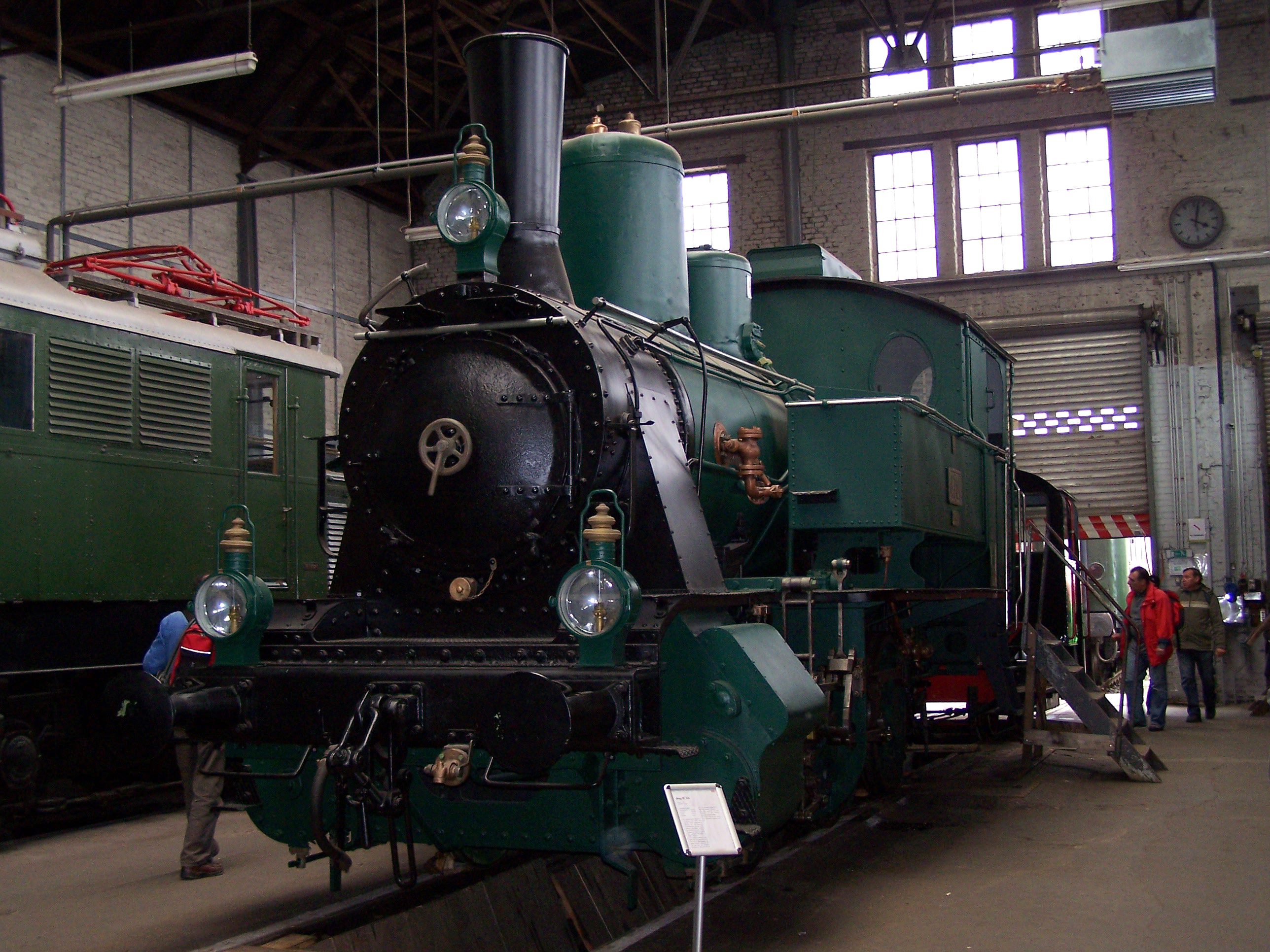
Bayerische R 3/3 nach der optischen Wiederaufarbeitung

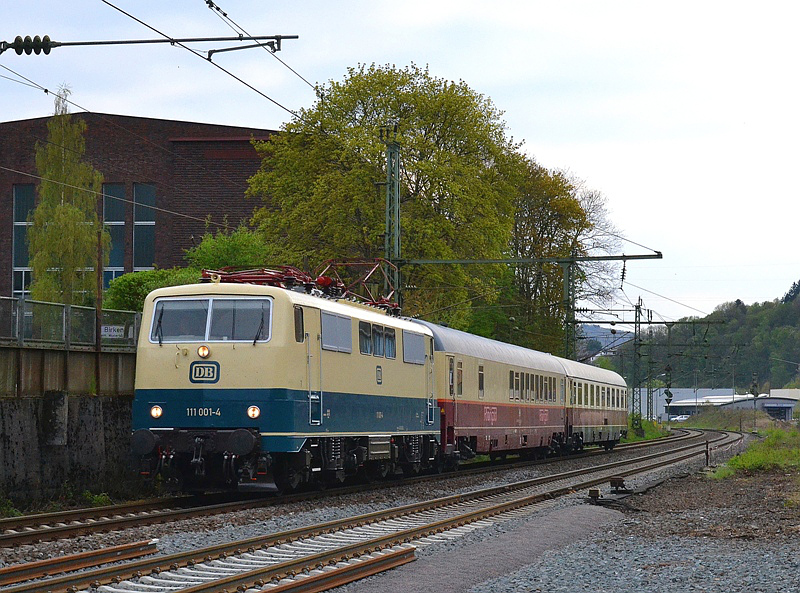
Die Lokomotive 111 001 in blau-beiger Lackierung, April 2014.

Die Fahrzeuge sind in der ehemaligen Wagenhalle und im Freigelände ausgestellt, die Fahrzeugsammlung umfasst mittlerweile weit über 20 Lokomotiven und Eisenbahnwaggons. Die Schwerpunkte der Ausstellung im Standort Koblenz sind die elektrische Traktion und das Reisen mit der Eisenbahn. Zusätzlich zur Präsentation der Exponate werden diese Themen anhand von Bilddokumenten und Modellen in den Museumsräumen erläutert.
Wichtige Exponate sind unter anderem:
- 11 elektrische Einheitselektrolokomotiven: 4 Loks Baureihe 110/113, 2 Loks Baureihe 140, 3 Loks Baureihe 141, 2 Loks Baureihe 150
- 5 (103 220 befindet sich momentan nicht im Museum) Loks Baureihe 103
- 1 Lok Baureihe 151
- 1 Lok Baureihe E 44
- 1 Lok Baureihe E 16
- 1 Lok DB-Baureihe 101
- 1 Lok DB-Baureihe 120
- 1 Lok Baureihe E 18
- 1 Lok Baureihe E 19
- 1 Lok Baureihe E 60
- 1 Lok Baureihe E 69
- 1 Lok Baureihe 111
- 1 Lok Baureihe 182
- 2 Loks Baureihe 181
- 1 Lok Baureihe 184
- 1 Lok Baureihe V60
- 3 Loks der V 160-Familie: 1 Lok Baureihe 216, 1 Lok Baureihe 217, 1 Lok Baureihe 218
- 1 Diesellok Baureihe 212
- 1 Dampflok Preußische T 3
- 3 Reisezugwagen „Silberling“, davon 2 Steuerwagen
- 3 Salonwagen
- 1 Turmtriebwagen
- 1 Tenderlokomotive Bayerische PtL 2/2 Glaskasten, aufgeschnitten
- 1 Tenderlokomotive Bayerische R 3/3
- 1 TEE Baureihe 601/602
- 1 VT 605 (ICE TD), nicht zugänglich

## Ehemalige Exponate
- 1 Baureihe ET 30

ET 30 014 war das letzte noch erhaltene Exemplar. Da der Zustand bereits bei seiner Ausmusterung so schlecht war, wurde die Einheit schließlich zerlegt. Nur der Triebkopf 430 414 konnte gerettet werden und wurde an die Schienenverkehrsgesellschaft (SVG) abgegeben.

## Abbildungen

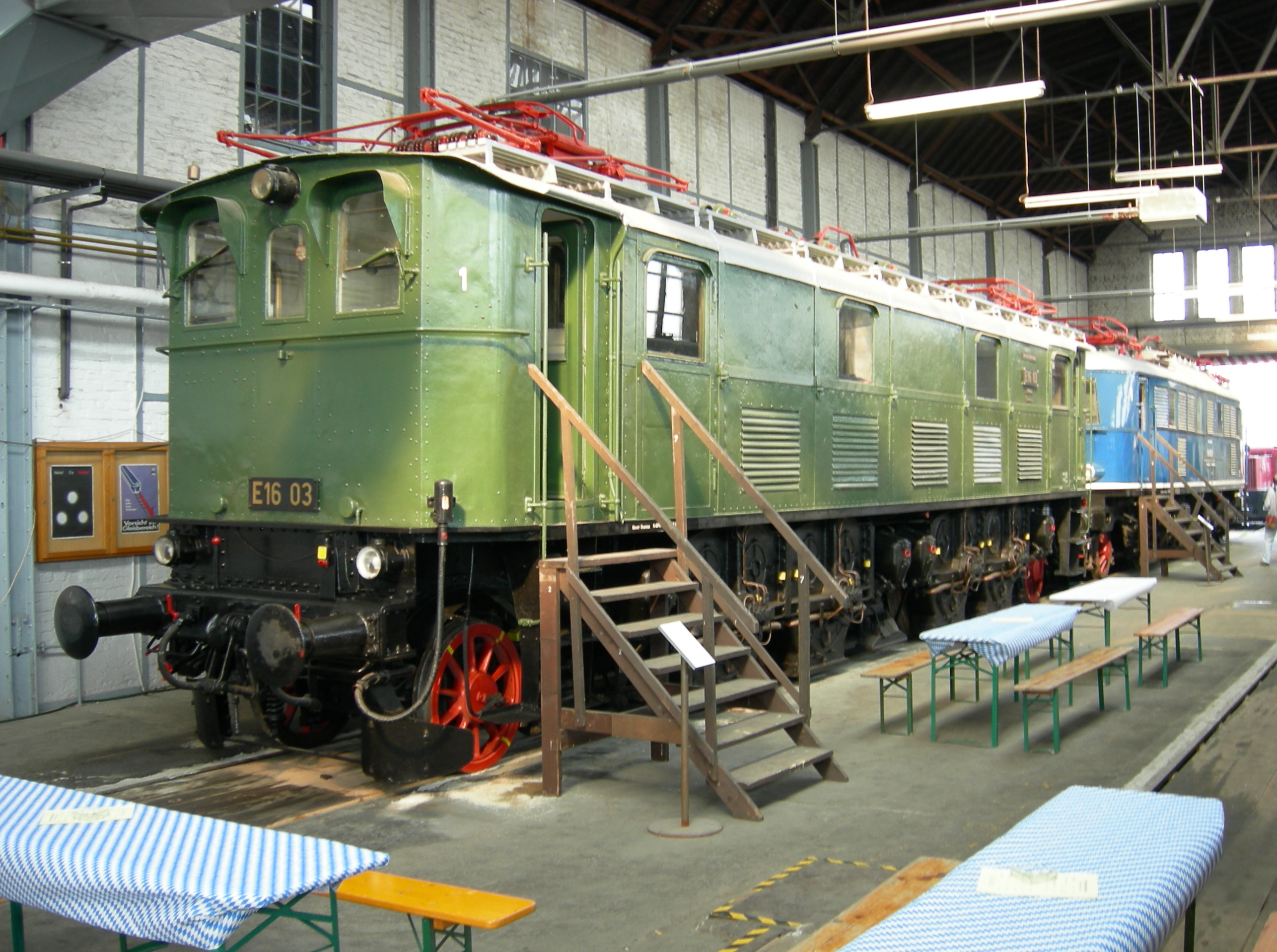
E 16 03 in der Halle
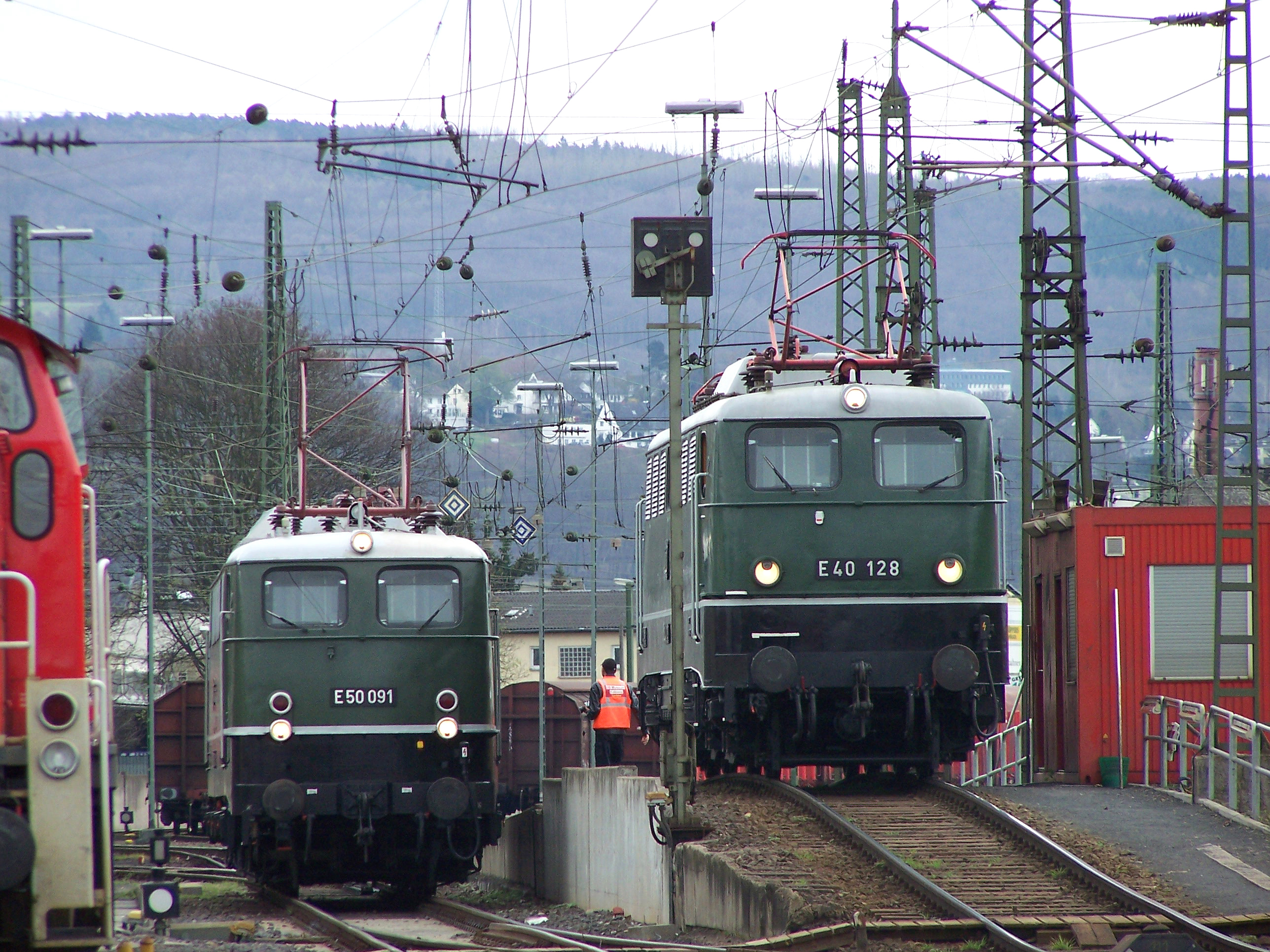
Die Loks 150 091 und 140 128 bei einer Fahrzeugparade
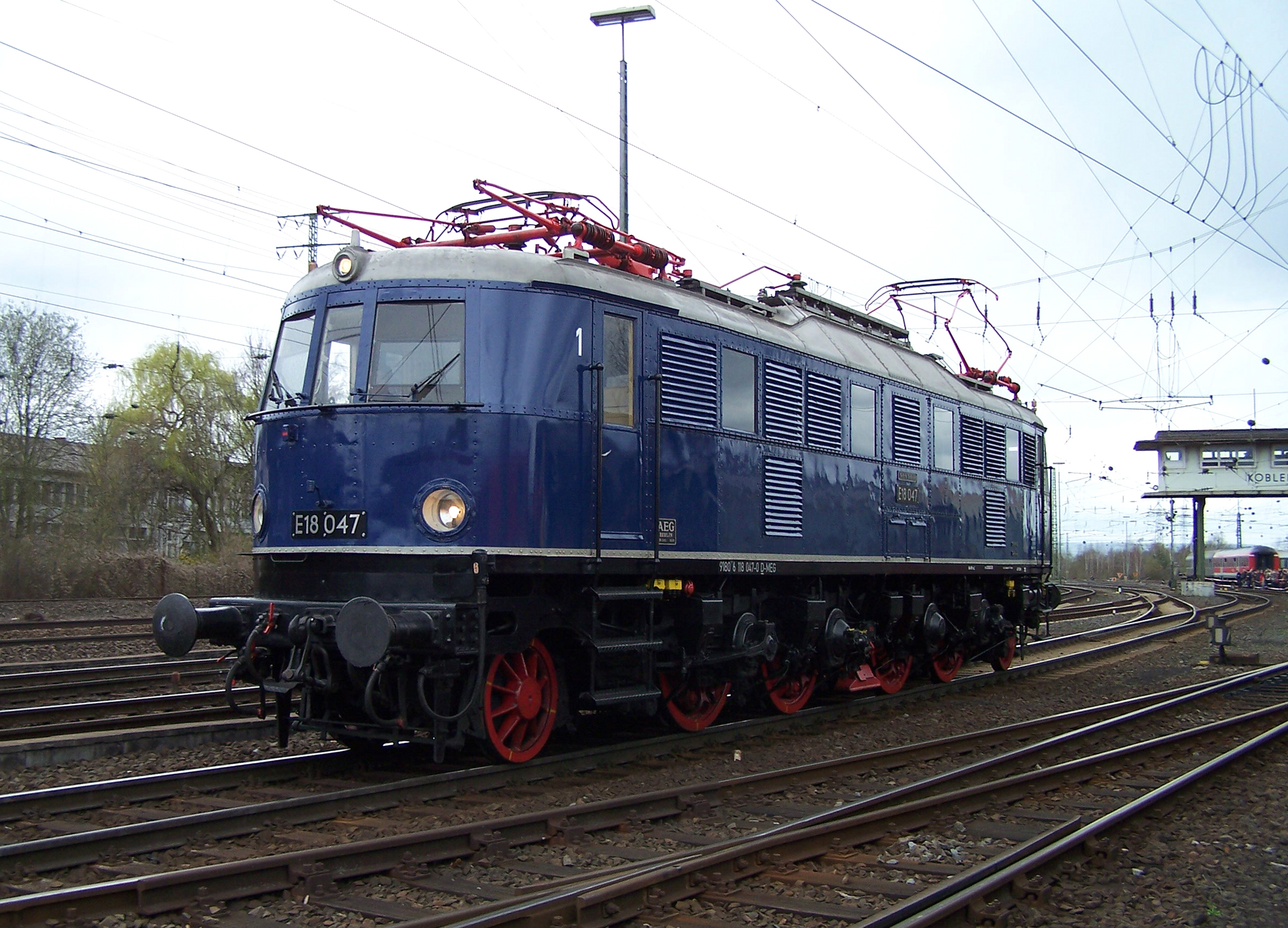
E 18 047 bei einer Fahrzeugparade
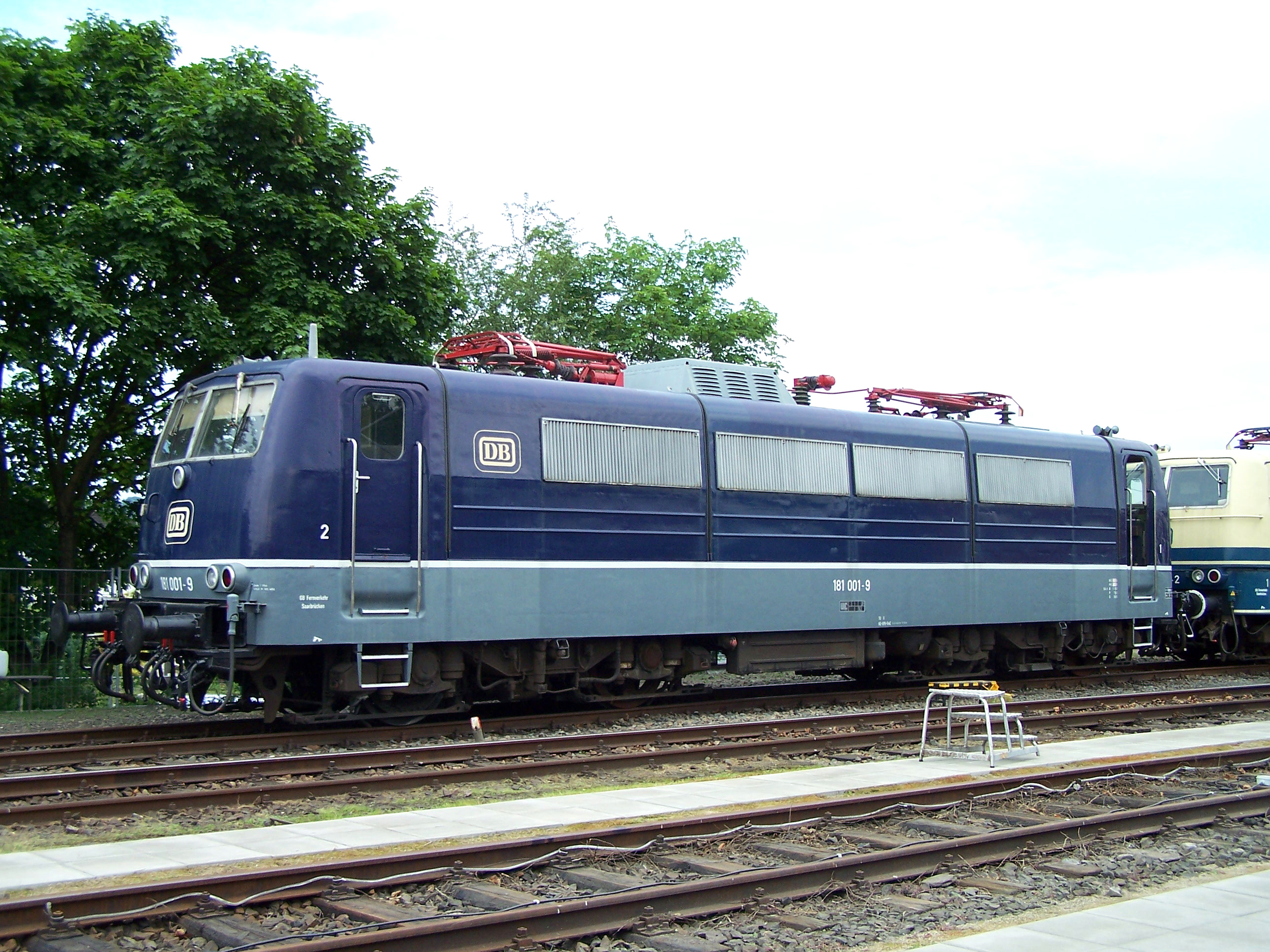
181 001 auf dem Freigelände
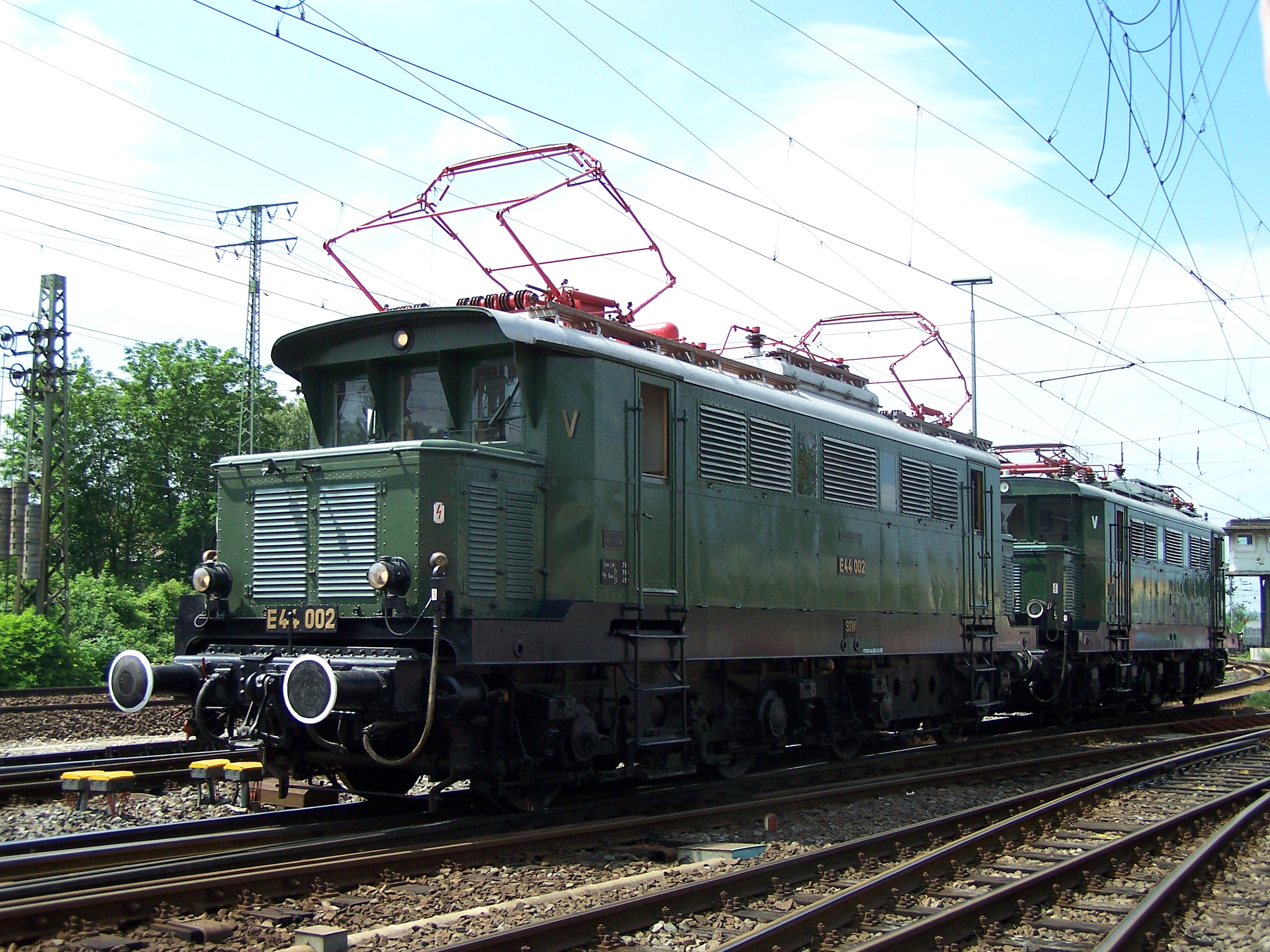
E 44 002 + E 44 046 bei einer Fahrzeugparade
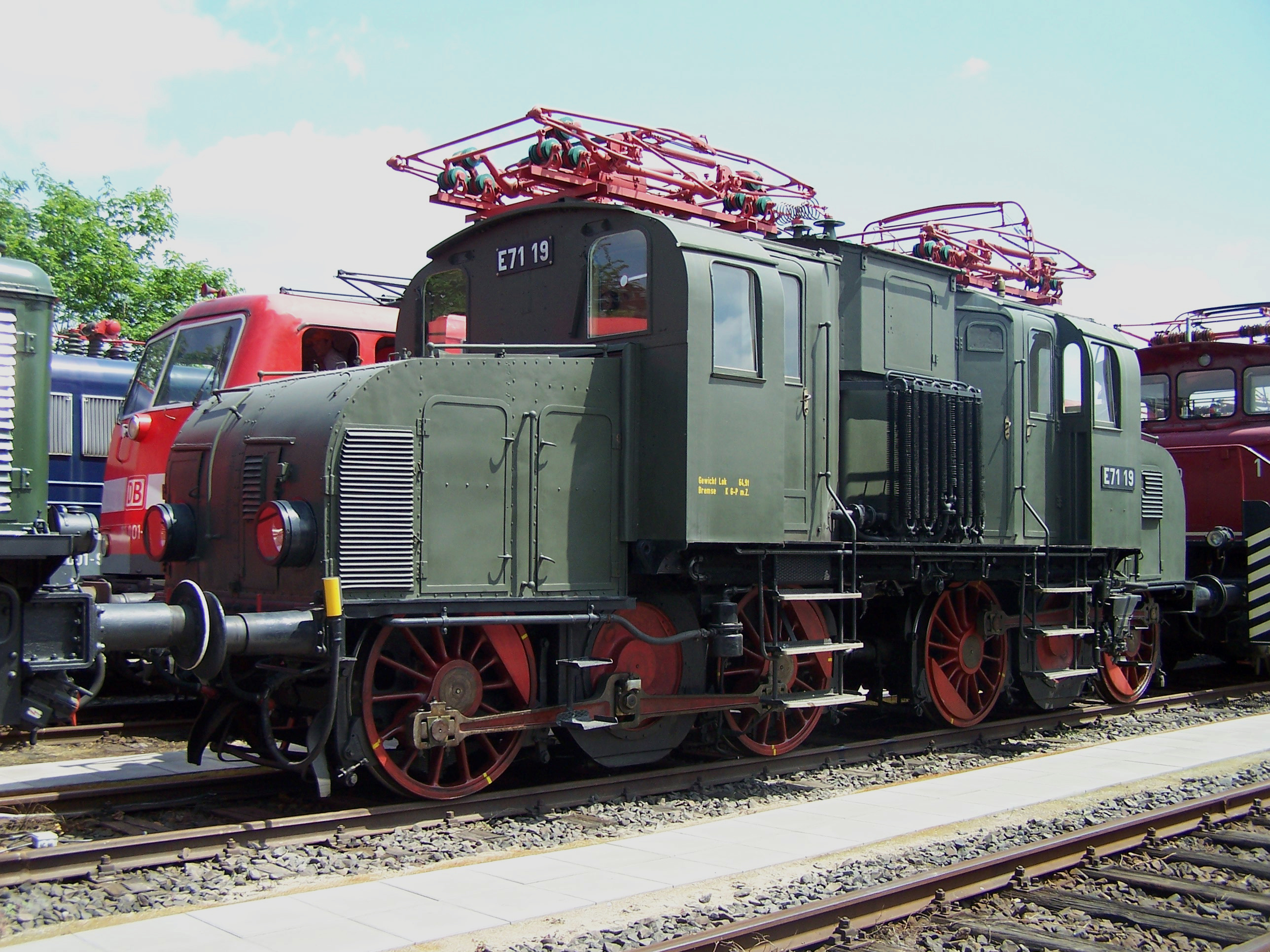
E 71 19 auf dem Freigelände
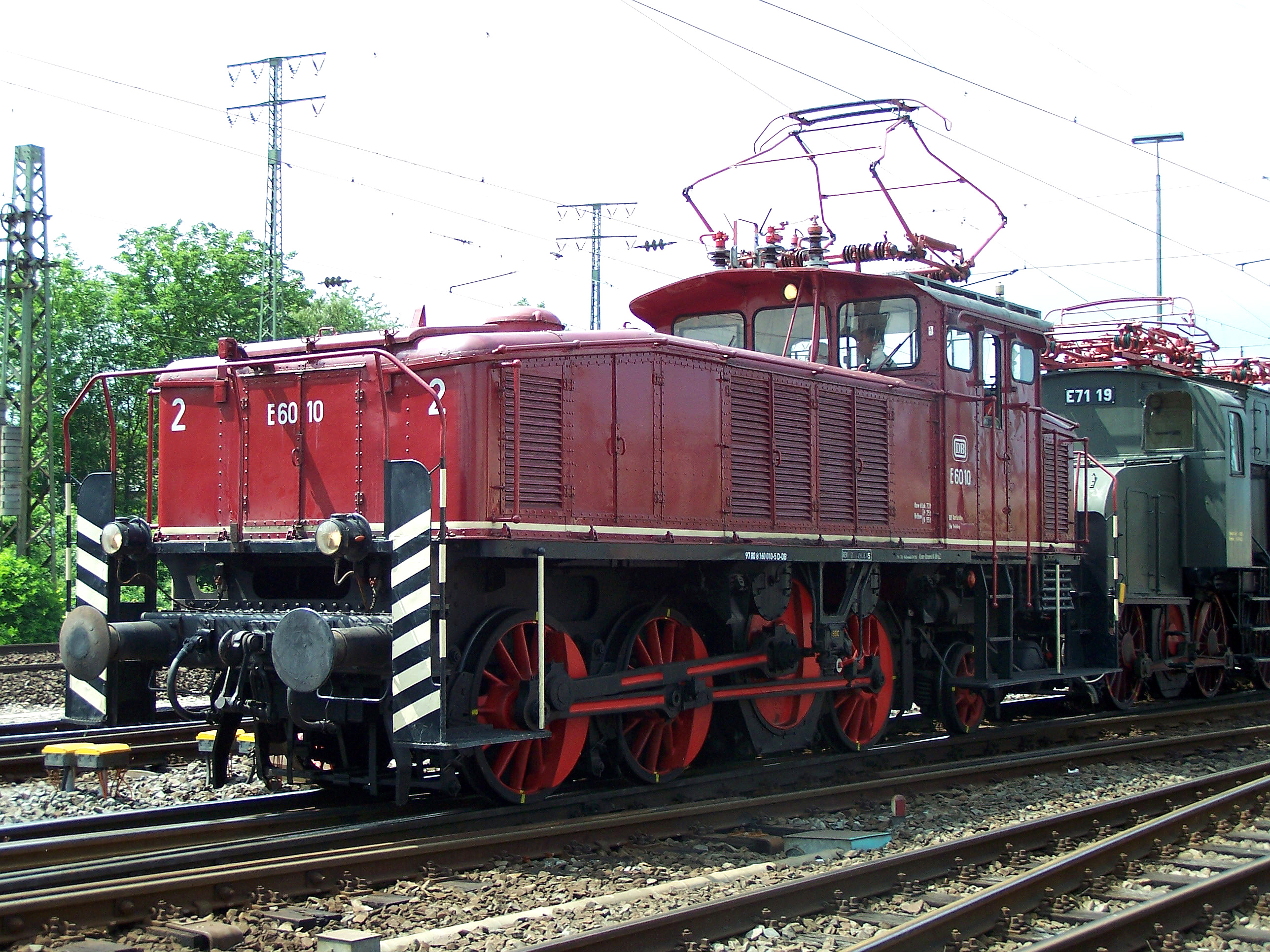
E 60 10 bei einer Fahrzeugparade
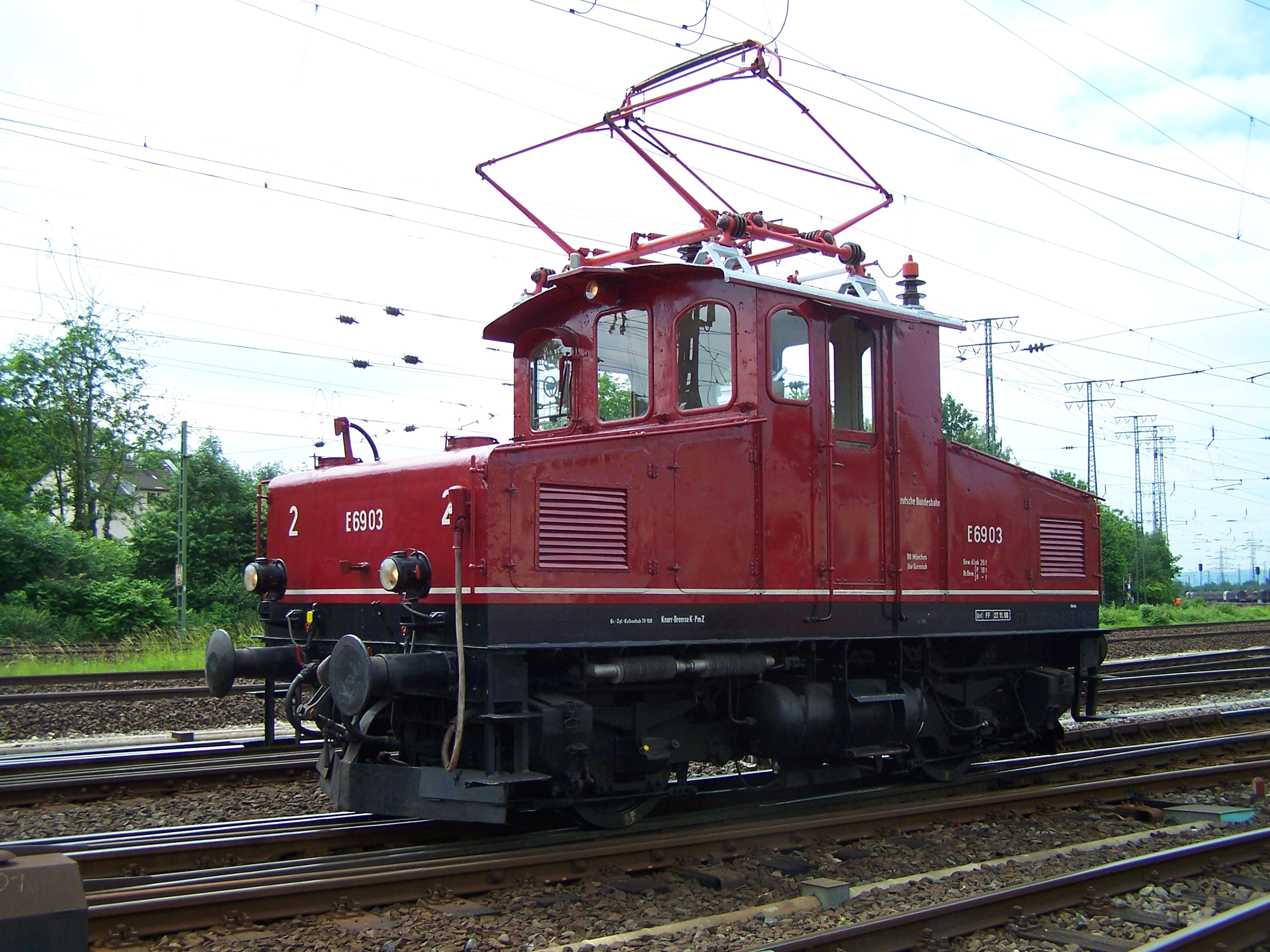
E 69 03 bei einer Fahrzeugparade
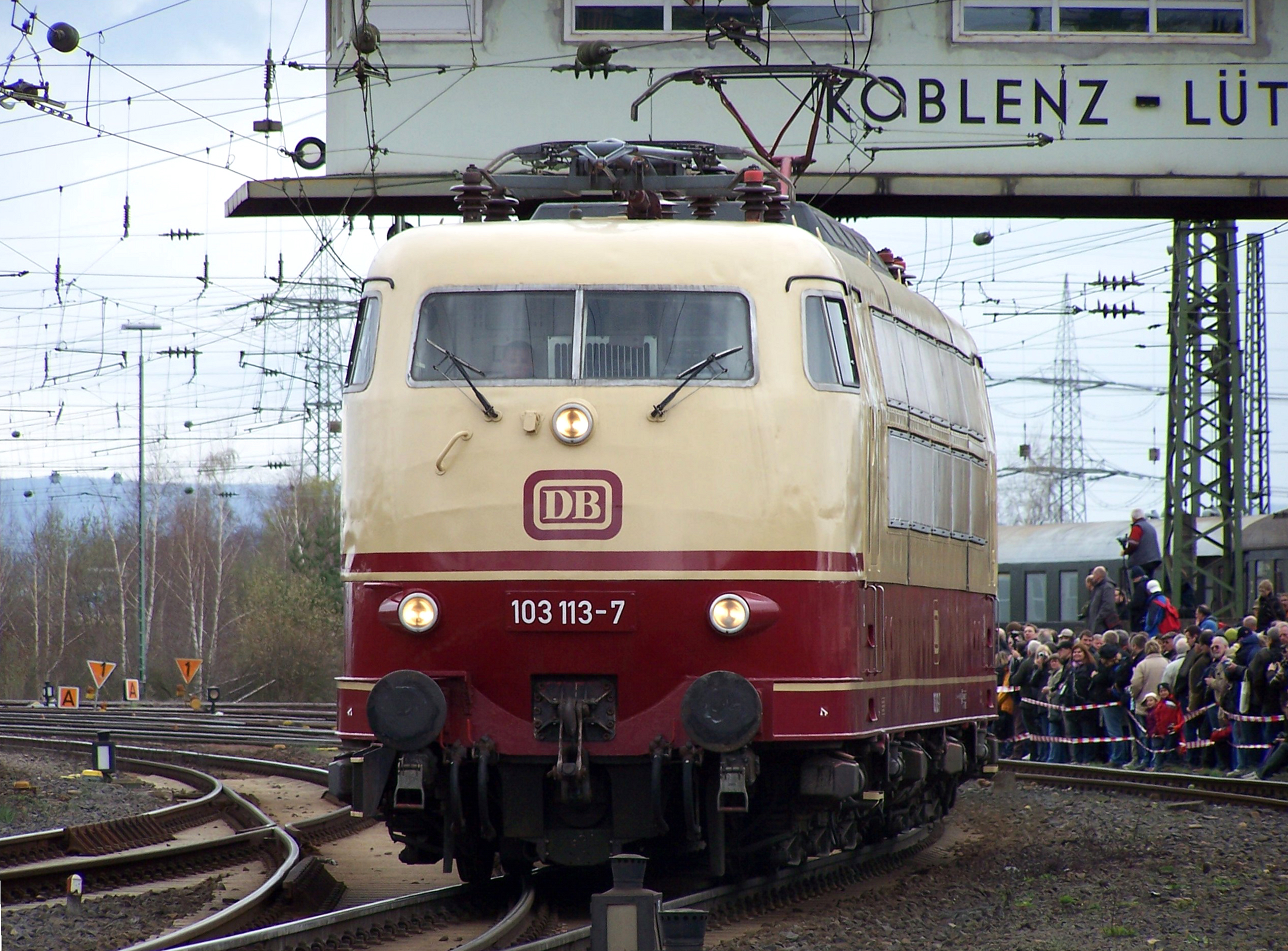
Die E-Lok 103 113 bei einer Fahrzeugparade
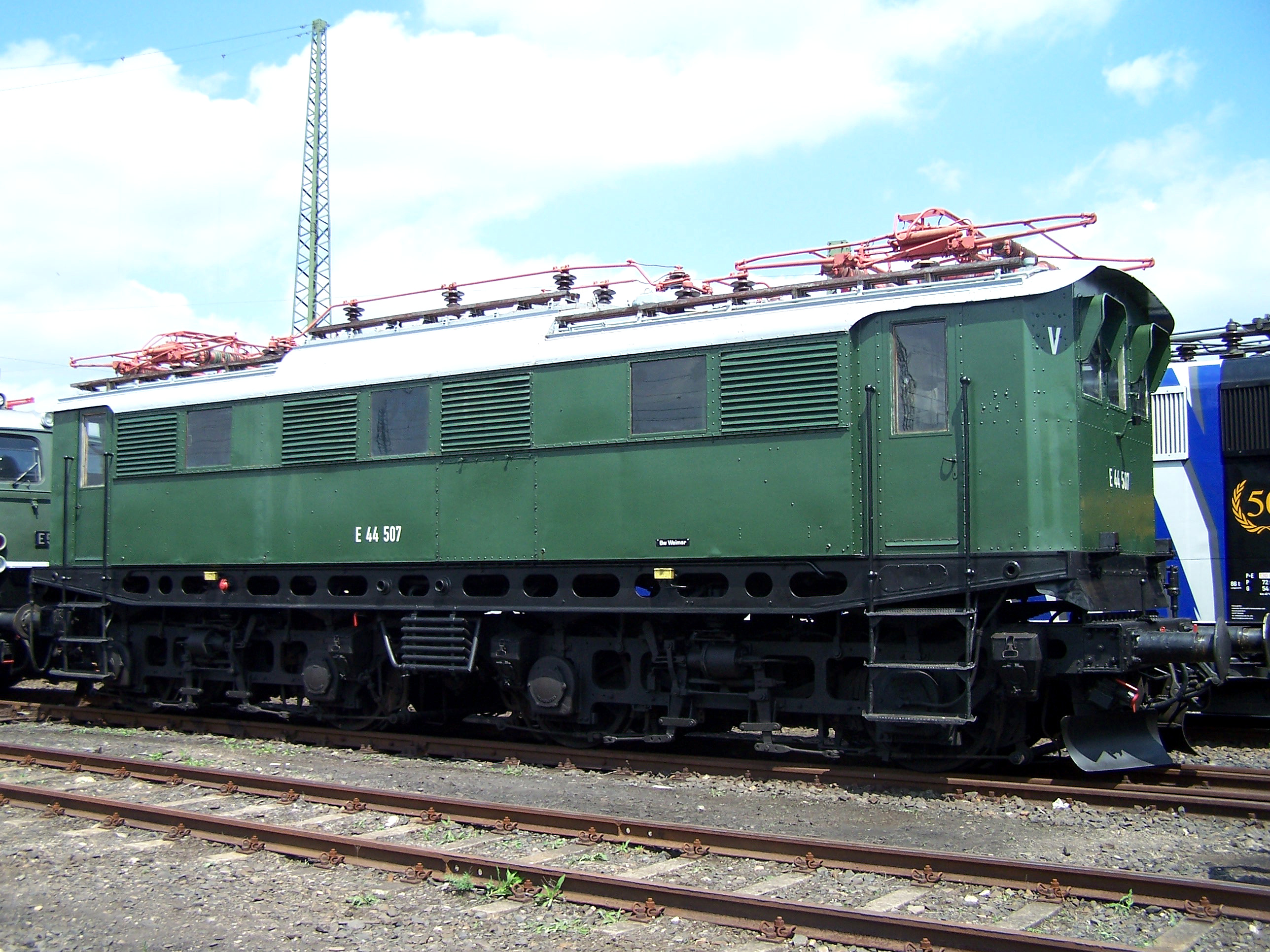
E 44 507 auf dem Freigelände
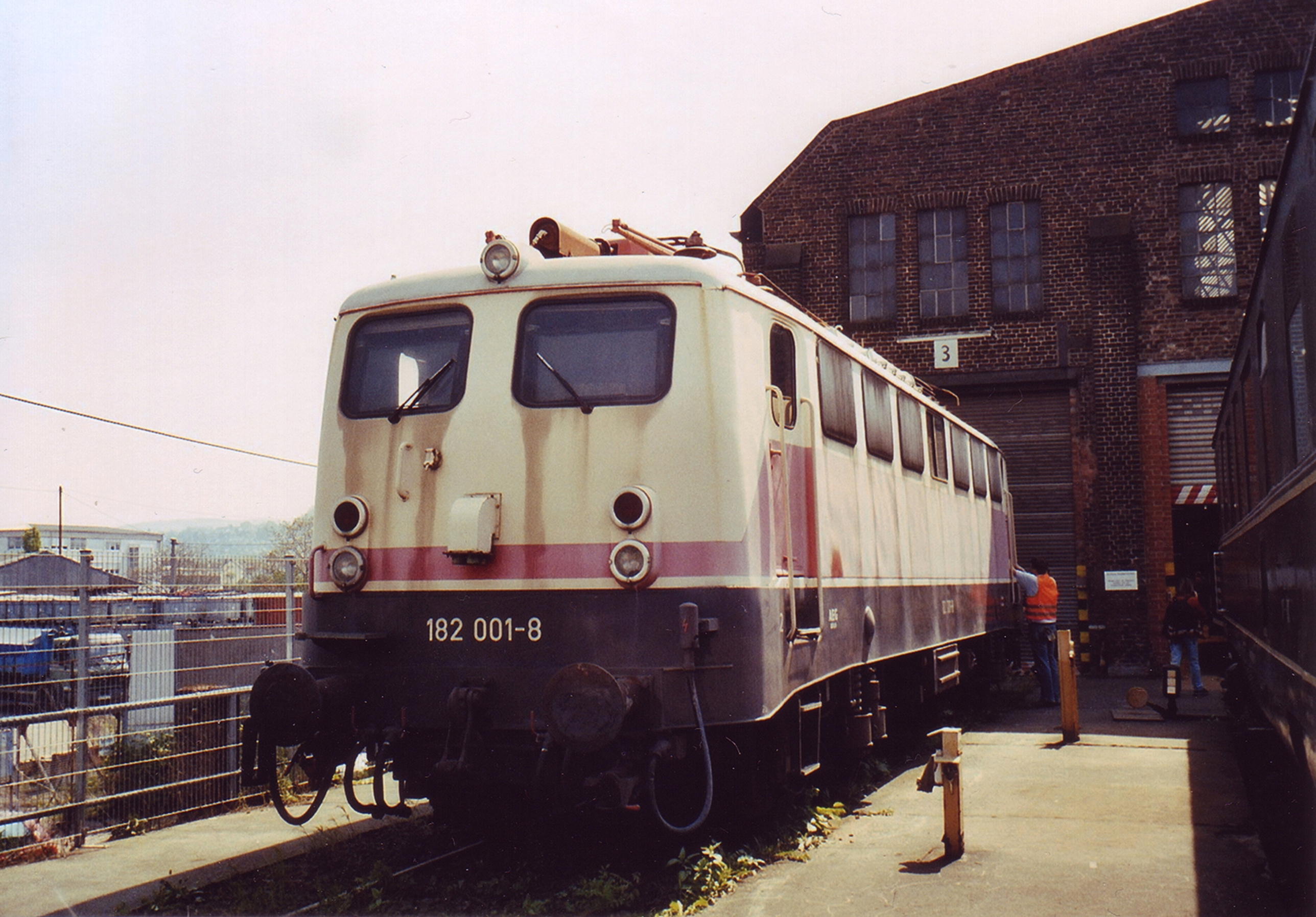
Die Zweisystemlok 182 001 auf dem Freigelände
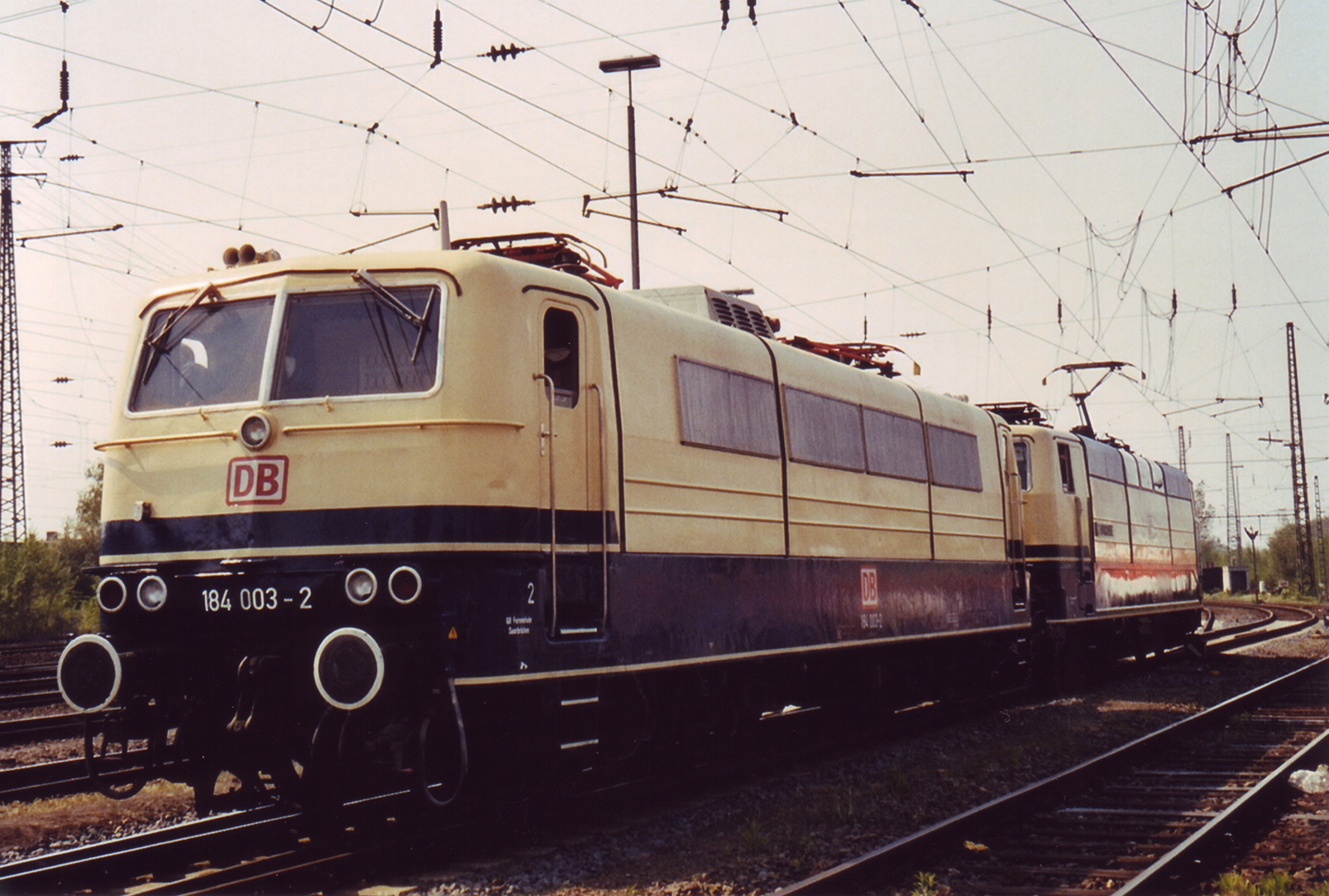
184 003 bei einer Fahrzeugparade

## Modelleisenbahnen
Dem Engagement von Modellbahnbauern aus der BSW-Gruppe verdankt das DB Museum Koblenz gleich vier Einrichtungen: eine Gartenbahn mit einer Spurweite von 5 Zoll im Maßstab 1 : 11, zwei Modellbahnen im Maßstab H0 (Zweileiter-Gleichstrom / TRIX Express) und eine LGB-Gartenbahnanlage. Auf allen Anlagen finden zeitweise Vorführungen statt.

### 5 und 7,25 Zoll-Gartenbahn (Mitfahreisenbahn)
Im Museum gibt es seit 2009 die „5 und 7,25 Zoll-Bahn“, eine Gartenbahnanlage mit einer Spurweite von 127 mm (5 Zoll) und 184 mm (7,25 Zoll). Sie befindet sich auf dem Freigelände am Eingang und fährt von dort zu der Drehscheibe und zurück. Mitte 2009 fiel die Entscheidung, eine feste Gleisanlage zu errichten. Dieses erste Oval in 5 Zoll wurde 2009 zur „Langen Nacht der Museen“ fertiggestellt. Im Frühjahr 2010 wurde die Anlage um ein zweites Bahnhofsgleis sowie um zwei Abstellgleise erweitert. Zum Osterfest 2010 zur 175-Jahr-Feier der Eisenbahn in Deutschland ging die erweiterte Anlage in Betrieb. Im Jahr 2012 ist die Erweiterung auf 300 Meter in Betrieb gegangen. 2015 wurde die Anlage auf das Zweispursystem 5 und 7,25 Zoll umgebaut, seit 2016 können auch Züge der Spurweite 7,25 Zoll in Koblenz fahren.
Die gesamte Streckenlänge beträgt rund 300 Meter. Sie besteht aus zwei verbundenen Wendeschleifen und einem viergleisigen Bahnhof mit drei Abstellgleisen.
An rollendem Material stehen in 5 Zoll die verkleinert nachgebauten Lokomotiven Köf II, Köf III, V 100 und DE 2500, vier Wagen für den Personentransport und auch verschiedene Modelle von Güterwagen in 5 Zoll zur Verfügung. In 7,25 Zoll gibt es 2 Feldbahnloks und 4 Wagen für den Personentransport sowie 2 Bedienwagen.

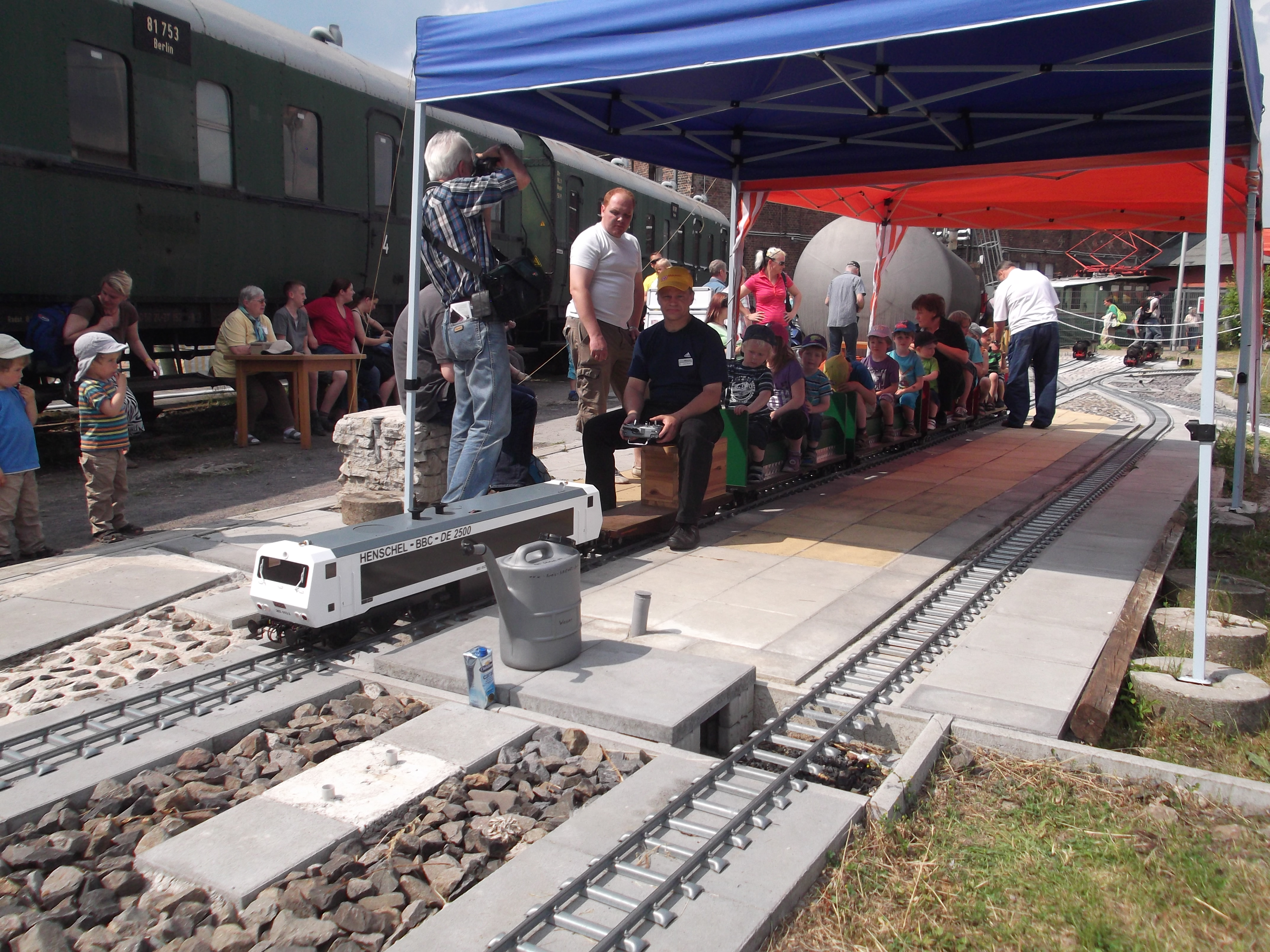
Sommerfest 2013 Mitfahreisenbahn-Koblenz

### TRIX Express
Der TRIX Express-Club Deutschland e. V. ist ein Verein, dessen Ziel es ist, das Hobby Trix-Express zu erhalten und zu pflegen sowie die Sammelleidenschaft der Trix-Express-Freunde anzuregen und das Modellbahnhobby Trix-Express in Form von Stammtischen und Trix-Tagen weiter zu verbreiten. Seine Vereinsräume sind im DB Museum Koblenz-Lützel untergebracht.

### Gartenbahn (LGB)
Die LGB-Gartenbahnanlage ist seit 2005 im Betrieb. Sie soll künftig weiter ausgebaut werden und am Ende eine Fläche von über 100 Quadratmetern umfassen.

## Sonstiges
In dem kleinen Ladengeschäft am Eingang gibt es Modellbahnartikel, Literatur und weitere Kleinigkeiten rund um das Thema Eisenbahn.
Im April 2010 wurden im Rahmen des 175-jährigen Jubiläums der Eisenbahn in Deutschland auf dem Gelände des DB Museums in Koblenz-Lützel Fahrten mit dem 2007 rekonstruierten Adler mit Besuchern durchgeführt.
Auch hat 218 500 den Weg ins Museum gefunden. Von der Baureihe 218 wurden 499 Lokomotiven an die DB geliefert, die Nummer 500 besteht nur aus einem Führerstand, der zu Schulungszwecken benutzt wurde.
Zur Zeit (Stand: 2025) werden drei Zugsimulatoren auf dem Gelände betrieben. Zwei Simulatoren der Baureihe 110 (Locsim) und Baureihe 232 (Zusi (Zugsimulator) 3) befinden sich in einem ehemaligen Postwagen im Außenbereich des Museums. Der dritte Simulator (Loksim3D) wurde im Führerstand 1 der Baureihe 120 004 realisiert.